# Nicolle Horbath
Nicolle Horbath (Barranquilla, 1997) es una cantautora colombiana de ascendencia austriaca. Interpreta los géneros Jazz, pop, folk.

## Biografía
Nació en Barranquilla, bachiller del colegio Sagrado Corazón de Barranquilla. Becada y egresada de Música  con énfasis en jazz y música popular en la Universidad del Norte (Uninorte). En 2017 ganó el programa Jóvenes Interpretes del Banco de la República. En 2018, la Fundación Cultural Latin GRAMMY le otorgó la Beca Carlos Vives, que le permitió estudiar en Berklee College of Music, en Boston, Estados Unidos. Tras graduarse, ha compartido escenarios con artistas como Carlos Vives, Camilo y Monsieur Periné, y participando en los Latin GRAMMYs 2022 en Las Vegas. 
Fue nominada a los Premios Grammy Latinos 2024 por su primer álbum De magia imperfecta.

## Discografía
De magia imperfecta (2024).